# 吳尚默
吳尚默（1562年—1640年），字以時，别号玄垣，直隸寧國府涇縣民籍。明朝官员，同進士出身。

## 生平
万历二十二年（1594年）甲午科應天府鄉試舉人，四十四年（1616年）丙辰科进士，初授浙江义乌知县，天啓元年（1621年）任浙江鄉試同考官，二年擢山東道御史，四年出按四川。奢崇明作亂，會督撫合謀翦滅之。崇祯元年（1628年）二月巡按廣東，控扼海寇，得以無事。崇禎三年以疏救錢龍錫出为承天府知府，時流寇大擾，檄練鄉兵三千以備守禦。築堤數十里溉屯田，勤勞九載，七年升山西按察司副使、井陉道，量移武昌，陞本省右布政卒。

## 家族
曾祖吴艺賢。祖父吴子禎。父吴选道，饮宾。子吳有恺。